# Кристи Браун
Кристи Браун (енгл. Christy Brown; 5. јун 1932 – 7. септембар 1981) био је ирски књижевник и сликар који је имао церебралну парализу и могао је да пише или куца само прстима једне ноге. Његово најпризнатије дело је његова аутобиографија под називом Моја лева нога (1954). Касније је адаптирано у истоимени филм награђен Оскаром 1989. са Даниелом Даи-Левисом у главној улози Брауна.

## Живот
Кристи Браун је рођен у радничкој ирској породици у болници Ротунда у Даблину јуна 1932. Његови родитељи су били Бриџит Фаган  (1901–1968) и Патрик Браун. Имао је 22 браће и сестара. Од њих 22, 13 је преживело, док је 9 умрло у детињству. Након његовог рођења, лекари су открили да има тешку церебралну парализу , неуролошки поремећај због којег је скоро у потпуности био спастичан у удовима. Иако су били позвани да га пребаце у болницу,  Браунови родитељи су били непоколебљиви и касније су одлучили да га одгајају код куће са својом другом децом. Током Браунове адолесценције, социјална радница Катриона Делахунт постала је свесна његове приче и почела је редовно да посећује породицу Браун, доносећи књиге и материјал за сликање Кристију, јер је током година показивао велико интересовање за уметност и књижевност. Такође је показао изузетно импресивну физичку спретност пошто је Кристи убрзо након што је открио неколико кућних књига научио да пише и црта, са јединим удом над којим је имао недвосмислену контролу: левом ногом.  Браун је брзо сазрео у озбиљног уметника. Иако је познато да Браун није добио готово никакво формално школовање током своје младости, повремено је похађао школску клинику St Brendan у стамбениом кварту Сендимаунту. Ту је дошао у контакт са Робертом Колисом, познатим лекаром и писцем. Колис је открио да је Браун такође писац романа, и касније му је помогао искористивши своје везе за објављивање књиге Моја лева нога, аутобиографског извештаја о Брауновој борби са свакодневним животом усред живахне културе Даблина. 
Када је Моја лева нога постала књижевна сензација, један од многих људи који су писали писма Брауну била је удата Американка Бет Мур. Браун и Бет су се редовно дописивали, а 1960. године Браун је отпутовао у Северну Америку и остао са Бет у њеном дому у Конектикату.  Када су се поново срели 1965. започели су аферу. Браун је још једном отпутовао у Конектикат да заврши своје ремек дело које је годинама стварао. Коначно је то учинио 1967. уз помоћ Бет Мур, која је увидела и применила строги режим рада, углавном тако што му је ускраћивала алкохол (од којег је Браун био зависан) све док се не заврши радни дан.  Књига под називом Down All the Days (Током свих тих дана) објављена је 1970. године и на њој је била исписана посвета Бет на којој је писало: „За Бет, која ме је са тако нежном жестином коначно дотерала да завршим ову књигу...“   Током овог времена, Браунова слава је наставила да се шири на међународном нивоу и постао је истакнута славна личност. По повратку у Ирску, могао је да користи приход од продаје својих књига да дизајнира и пресели се у посебно изграђену кућу изван Даблина са породицом своје сестре.  Иако су Браун и Бет Мур планирали да се венчају и живе заједно у новом дому, и иако је Бет обавестила свог мужа о тим плановима, отприлике у то време Браун је започео аферу са Енглескињом Мери Кар, коју је упознао на забава у Лондону.  Браун је потом прекинуо своју везу са Бет и оженио се Каром у матичној служби у Даблину 1972. године. Преселили су се у Stoney Lane, Rathcoole, округ Даблин (сада је старачки дом Lisheen), у Ballyheigue, округ Кери, а затим у Сомерсет. Наставио је да слика, пише романе, поезију и драме. Његов роман из 1974. Shadow on Summer (Сенка на лето) заснован је на његовој вези са Бет, когу је још увек сматрао пријатељем. 

## Смрт
Брауново здравље се погоршало након женидбе са Мери Кар. У последњим годинама живота постао је углавном самотњак, што се сматра директним резултатом Мериног утицаја и можда насилне природе. Браун је умро у 49. години након гушења током вечере док је јео јагњеће котлете. Утврђено је да његово тело имало значајне модрице, због чега су многи веровали да га је Кар физички злостављала. Даље сумње су се појавиле након што је биографија Георгине Луизе Хамблтон, The Life That Inspired My Left Foot (Живот који је инспирисао моје лево стопало), открила наводно тачнију и нездравију верзију њихове везе. Књига приказује Мери Кар као насилну алкохоличарку и обично неверну. У Хамблтоновој књизи, она цитира Брауновог брата Шона који је рекао: „Кристи ју је волео, али то није било узвраћено јер она није била таква особа. Да га је волела као што је рекла да воли, не би имала афере ни са мушкарцима ни са женама. Осећам да га је искористила на више начина."

## Књижевно наслеђе
Брауново ремекдело, Down All the Days (Током свих тих дана) био је амбициозан пројекат извучен углавном из разигране експанзије My Left Foot (Моја лева нога); такође је постао међународни бестселер, преведен на 14 језика. Рецензент The Irish Times тврдио је да је ово дело „најважнији ирски роман од Уликса . Попут Џејмса Џојса, Браун је користио технику тока свести и настојао да документује Даблинску културу коришћењем хумора, тачних дијалеката и замршених описа карактера. Down All the Days је праћен низом других романа, укључујући A Shadow on Summer (Сенка на лето) (1972), Wild Grow the Lilies (Дивље расту љиљани) (1976) и A Promising Career (Каријера која обећава) (објављен постхумно 1982). Објавио је и три збирке поезије: Come Softly to My Wake (Дођи тихо да ме будиш), Background Music (Позадинска музика) и Of Snails and Skylarks (О пужевима и шевама). Све песме су укључене у књигу The Collected Poems of Christy Brown (Сабране песме Кристија Брауна).

## Културне референце
Филмска адаптација књиге My Left Foot (Моја лева нога) у режији Џима Шеридана направљена је 1989. по сценарију Шејна Контона. Данијел Деј-Луис је глумио Брауна и Бренда Фрикер као његова мајка; обоје су освојили Оскаре за своје наступе. Филм је такође добио номинације за Оскара за најбољи филм, најбољу режију и најбољи адаптирани сценарио.
Англо-ирски рок бенд The Pogues одао је почаст Кристију Брауну песмом под називом "Down All the Days". То је седма нумера на њиховом албуму Peace and Love. из 1989. године. Слично, U2 су објавили песму под називом "Down All the Days" уз 20. јубиларно издање Achtung Baby. The Men They Couldn't Hang су такође написали песму "Down All the Days" која се појављује на албуму Silver Town такође објављеном 1989.